# نوينبورغ (انتس)
نوينبورغ (بالألمانية: Neuenbürg) هي مدينة وبلدة ألمانية تقع في ألمانيا في منطقة إنتس. يقدر عدد سكانها بـ 7,677 نسمة .